# Miss Europe 1985

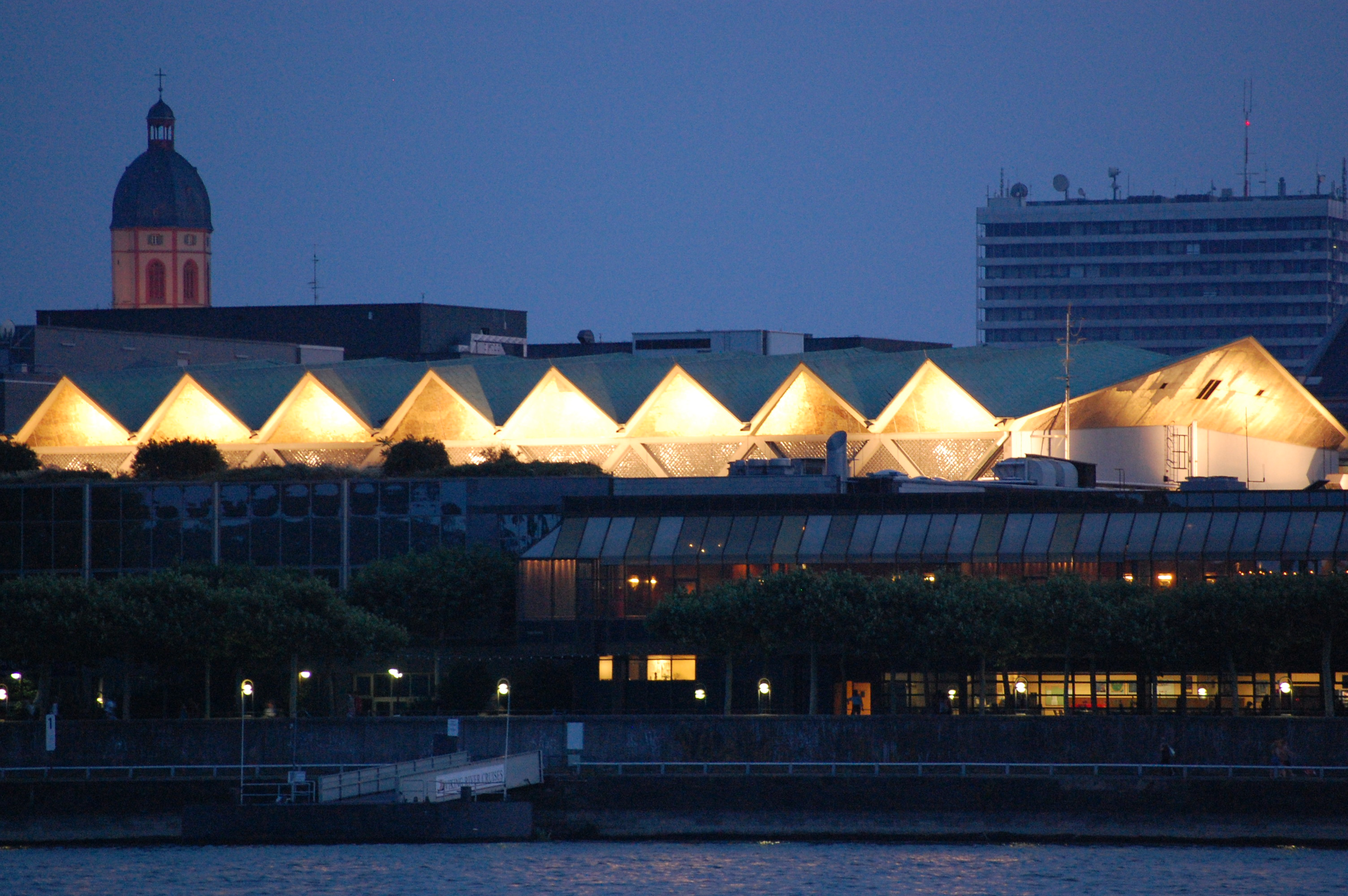
Die Rheingoldhalle in Mainz, Ort der Veranstaltung (hier ein Bild von 2011)

Der Wettbewerb um die Miss Europe 1985 war der dreiunddreißigste seit 1948, den die Mondial Events Organisation (MEO) durchführte. Sie war von den Franzosen Roger Zeiler und Claude Berr ins Leben gerufen worden, hatte ihren Sitz in Paris und arrangierte den Wettbewerb bis 2002.
Die Kandidatinnen waren in ihren Herkunftsländern von nationalen Organisationskomitees ausgewählt worden, die mit der MEO Lizenzverträge abgeschlossen hatten. Dabei muss es sich nicht in jedem Fall um die Erstplatzierte in ihrem nationalen Wettbewerb gehandelt haben.
Die Veranstaltung fand am 25. Mai 1985 in der Mainzer Rheingoldhalle statt. Es gab 23 Bewerberinnen.
Im Folgejahr 1986 fiel der Wettbewerb aus. Deshalb bezeichnete die MEO ihn und die Siegerin nachträglich als „Miss Europe 1985/86“.
| Land                    | Schreibweise bei Pageantopolis   | Schreibweise in der Heimatsprache | Teilnahme an weiteren Wettbewerben                                                                 |
| ----------------------- | -------------------------------- | --------------------------------- | -------------------------------------------------------------------------------------------------- |
| Platzierungen           |                                  |                                   | |
| 1. Spanien              | Juncal Rivero Fadrique           | Juncal Rivero                     | Miss World 1984                                                                                    |
| 2. BR Deutschland       | Anke Symkowitz                   | Anke Symkowitz                    | |
| 3. Holland              | Brigitte Bergman                 | Brigitte Bergman                  | Miss International 1983, Miss Intercontinental 1983: Siegerin, Miss Universe 1985, Miss World 1985 |
| 4. Griechenland         | Zoi Elmalioti                    | Ζωή Ελμαλιώτη                     | Miss Mediterranean 1985: Siegerin                                                                  |
| 5. Schweiz              | Lucienne Thiebaud                |                                   | Miss International 1985                                                                            |
| Weitere Teilnehmerinnen |                                  |                                   | |
| Belgien                 | An Van Den Broeck                | An Van Den Broeck                 | Miss International 1984, Miss Universe 1985, Miss World 1985                                       |
| Dänemark                | Pia Melchioren                   |                                   | Miss World 1984                                                                                    |
| Finnland                | Elisa Orvokki Yliniemi           |                                   | |
| Frankreich              | Suzanne Iskandar                 | Suzanne Iskandar                  | Miss Universe 1985                                                                                 |
| Gibraltar               | Karina Suzanne Hollands          | Karina Hollands                   | Miss World 1984, Miss Universe 1985                                                                |
| Island                  | Gudlaug Stella Brynjolfsdóttir   | Guðlaug Stella Brynjolfsdóttir    | Miss International 1984                                                                            |
| Israel                  | Sapir Koffmann                   | ספיר קופמן                        | Miss Universe 1984                                                                                 |
| Italien                 | Claudia Scataglini               | Claudia Scataglini                | |
| Jugoslawien             | Nafazsia Masoric                 |                                   | |
| Luxemburg               | Gabriele („Gaby“) Chiarini       |                                   | Miss Universe 1985                                                                                 |
| Malta                   | Doreen Degiorgio                 |                                   | |
| Norwegen                | Mona Keilhau                     | Mona Keilhau                      | |
| Österreich              | Petra Matsch                     |                                   | |
| Polen                   | Magdalena Jaworska               | Magdalena Jaworska                | Miss World 1984                                                                                    |
| Portugal                | Maria de Fátima Rodrigues Jardim | Maria de Fátima Rodrigues Jardim  | Miss Universe 1984                                                                                 |
| Schweden                | Cecilia Gullin                   | Cecilia Gullin                    | |
| Türkei                  | Mülge Gördürür                   | Müge Gördürür                     | |
| Zypern                  | Andri Andreou                    | Ανδρη Ανδρέου                     | Miss Universe 1985                                                                                 |